# Farmàcia Dr. Martín
Farmàcia Dr. Martín és un edifici del municipi de Figueres (Alt Empordà) inclòs en l'Inventari del Patrimoni Arquitectònic de Catalunya.

## Descripció
Farmàcia situada a la part alta de la Rambla Sara Jordà, en ple centre de la ciutat. Presenta arrebossat imitant l'enrajolat en color groc, fusteria amb perfils metàl·lics lleugers i vidrieria que componen l'aparador i l'entrada a l'establiment. El que és l'entrada està format per una façana en vidre de quatre cossos distribuïts de manera que es repeteixin a cada costat de la porta segons les seves dimensions. Podríem dir que aquesta decoració en vidre està feta com si fos una columna. Un vidre més petit fent de base, seguint-lo en alçat un de més gran que faria de fust. Per sobre d'aquest un altre vidre més gran que el de la base però més petit que el del fust amb un color més fosc. Finalment el que seria l'entaulament està fet amb un vidre d'un color igual al del capitell, i de mides més gros que aquest. Entre els dos vidres del cos superior, s'ha col·locat un cos de blocs de vidres de pavesc, i al centre també en vidre la paraula FARMÀCIA.

## Història
La farmàcia data de 1926. L'any 1931 Pelayo Martínez redacta el projecte de remodelació de la façana.